# كرايغ تومسون (فنان قصص مصورة)
كرايغ تومسون (بالإنجليزية: Craig Thompson)‏ (و. 1975  م) هو فنان قصص مصورة، وروائي أمريكي، ولد في ترافيرس سيتي.

## روابط خارجية
- كرايغ تومسون على موقع مونزينجر (الألمانية)